# Robyn Ferguson
Pour les articles homonymes, voir Ferguson.
Robyn Nicole Ferguson, née le 6 juin 1992, est une nageuse sud-africaine.

## Carrière
Robyn Ferguson est médaillée d'argent du relais 4 x 100 mètres nage libre et médaillée de bronze du 50 mètres brasse aux Championnats d'Afrique de natation 2008 à Johannesbourg.